# Blas Camacho Zancada
Blas Camacho Zancada (Tomelloso, 24 de diciembre de 1939-Madrid, 27 de enero de 2021) fue un abogado y político conservador español, en cuatro ocasiones diputado al Congreso.

## Biografía

### Formación académica
Licenciado en Derecho por la Universidad de Deusto, en Ciencias Políticas por la Complutense de Madrid y diplomado en Derecho internacional por la de Estrasburgo. Creó Arca Consortium (1983), una empresa de asesoría y consultoría europea, de la que fue presidente, y también fundó el despacho de Abogados Blas Camacho Abogados.

### Actividad política

#### Unión del Centro Democrático (UCD)
En el ámbito político, durante la Transición, fue miembro del Grupo Tácito y se integró en el Partido Popular fundado en 1976 por José María de Areilza y Pío Cabanillas, que en 1977 se disolvería dentro de la Unión de Centro Democrático. Con esta última formación concurrió en 1977 a las primeras elecciones generales democráticas desde 1936, obteniendo escaño en el Congreso por la circunscripción de Ciudad Real. En esta Legislatura Constituyente, fue miembro de la Diputación Permanente, participó activamente en el proyecto de ley del impuesto de sociedades (1978), en los debates del pleno del Congreso sobre la ponencia constitucional, en concreto en la defensa, frente a Federico Silva Muñoz (Alianza Popular), de la redacción consensuada en la ponencia del artículo 25 de la Constitución (libertad de enseñanza) y destacó en la oposición a las proposiciones de ley del Grupo Socialista en materia de educación (autonomía universitaria, acceso a la docencia, y otras). También fue  subsecretario de Mercado Interior del Ministerio de Comercio y Turismo con Luis Gamir. Renovó mandato en el Congreso en las elecciones de 1979, donde formó parte de la Asamblea de Parlamentarios que redactaron el proyecto de Estatuto de Autonomía de Castilla-La Mancha y participó en todos los proyectos de ley de presupuestos. Vivió de cerca el intento del golpe de Estado del 23-F, pernoctando en el Congreso de los Diputados.

#### Partido Popular (PP)
Con la crisis de UCD no resultó elegido en las generales de 1982. Después, se integró en la Alianza Popular de Manuel Fraga (más tarde, Partido Popular), concurriendo con éxito a las elecciones generales de 1986 y 1989, volviendo a obtener escaño en el Congreso por la misma circunscripción. En esta etapa centró sus trabajos parlamentarios sobre la Comunidad Económica Europea, fue ponente por el grupo popular en los proyectos de ley de competencia desleal, agrupaciones de interés turístico y normativa sobre el sector petrolero, y fue vicepresidente segundo de la comisión de Industria, Obras Públicas y Servicios.
A lo largo de su trayectoria profesional, ocupó diversos cargos en diversas instituciones, tales como: presidente de Cooperación Internacional; miembro de la Junta Rectora de WWF/Adena, del Patronato de la Obra Pía de los Santos Lugares de Jerusalén y de la Junta Rectora de las Lagunas de Ruidera; y colaboró en la causa de canonización del Siervo de Dios Ismael de Tomelloso, un joven de la Acción Católica fallecido durante la guerra civil española.
Falleció en Madrid, a consecuencia del COVID-19.

### Vida familiar
Casado con María Cruz González Casalengua. El matrimonio tuvo seis hijos, y dieciséis nietos.

### Distinciones
- Hijo predilecto de Tomelloso (2020) otorgado por el Ayuntamiento de Tomelloso, por unaninimidad de todos los grupos políticos.[7]